# Intesa Sanpaolo
Intesa Sanpaolo este unul dintre grupurile bancare de top din Uniunea Europeană și cel mai mare din Italia. Grupul a fost creat la 1 ianuarie 2007 prin fuziunea a două grupuri bancare de top din Italia, Banca Intesa și Sanpaolo IMI. Grupul are circa 8 milioane de clienți în 13 țări din Europa Centrală și de Est și în Bazinul Mediteraneean, din totalul de 20 milioane de clienți la nivel global. Banca este prezentă și în România cu o rețea teritorială de 60 de unități.
Capitalizare bursieră: 53,5 miliarde euro (mai 2008).
Pe 27 februarie 2015 Intesa Sanpaolo și-a schimbat sediul central din România de la Arad la București.